# Crossfire (Homeland)
"Crossfire" es el noveno episodio de la primera temporada de la serie de televisión de thriller psicológico Homeland. Se emitió el 27 de noviembre de 2011, en Showtime. El episodio fue escrito por  Alexander Cary, y dirigido por Jeffrey Nachmanoff.
Brody es contactado personalmente por Abu Nazir. Carrie sigue persiguiendo a Walker mientras se enfrenta a las consecuencias de los asesinatos en la mezquita.

## Argumento
El episodio narra los acontecimientos de la cautividad de Brody, también con acontecimientos de la actualidad.

### 3 años antes
Por primera vez en cinco años, Brody (Damian Lewis) tiene vivienda adecuada. Abu Nazir (Navid Negahban) lo pone en un dormitorio y un baño totalmente amueblado, donde por fin consigue afeitarse y cortarse el pelo. Nazir tiene un hijo pequeño llamado Issa (Rohan Chand), que se presenta a Brody. Él le pide a Brody vivir con Issa, y enseñarle a hablar Inglés. A medida que pasan tiempo juntos, Brody enseña a Issa a hablar Inglés y asume un papel paternal, y los dos forman una estrecha relación.
Un día, la escuela de Issa es destruida por un ataque aéreo. Issa y otros 82 niños son asesinados. Brody está devastado por la pérdida. Más tarde, Abu Nazir y Brody ven un discurso pronunciado por el vicepresidente Walden (Jamey Sheridan) frente a la huelga. Walden afirma que un misil golpeó el complejo de Abu Nazir y que las imágenes de los niños muertos no son más que imágenes fabricadas por los terroristas con fines de propaganda. El flashback termina con Brody y Abu Nazir orando juntos mientras preparan el cuerpo de Issa para el entierro.

### Actualidad
Carrie (Claire Danes) se reúne con el Agente Especial Hall (Billy Smith) del FBI en el tiroteo. A la revisión de las acciones del equipo SWAT y cómo Walker (Chris Chalk) improbablemente escapó. Concluyen que Walker debió haber tenido conocimiento previo del interior del tiroteo. El imán (Sammy Sheik) del tiroteo está indignado de que dos fieles inocentes fueron asesinados a tiros y se discute públicamente las afirmaciones del FBI que sus agentes no dispararon primero, pero se limita a devolver el fuego. Carrie cree que el imán puede tener información sobre Tom Walker y su presencia en el tiroteo, pero que la única posibilidad que podría cooperar es si el FBI admite la verdad sobre el tiroteo mezquita. Carrie se reúne con el agente Hall otra vez tratando de convencerle de que el FBI debería sincerarse. Ella no tiene suerte, pero también estaba grabando secretamente la conversación, en la que Hall admitió que sus agentes dispararon primero. Ella quiere utilizar la cinta como palanca para forzar la mano del FBI, pero Estes (David Harewood) no lo permite.
Después de hacer algunas compras, Brody es atacado en el estacionamiento por dos hombres que lo golpearon hasta dejarlo  inconsciente y lo llevan en su coche. Cuando Brody despierta, está solo en una habitación con un monitor de ordenador con una webcam. Abu Nazir aparece en la pantalla en una sesión de chat de vídeo. Brody se enfrenta a él con el conocimiento de que Tom Walker está vivo, y que Nazir le ha estado engañando durante los últimos ocho años. Nazir le recuerda a Brody de los eventos que los llevaron a este punto, y que fue la propia decisión de Brody para embarcarse en esta misión. Nazir intenta reafirmar la fe de Brody, y su compromiso con la misión.
Tom Walker está en un bosque calibrando su rifle y tomando tiros de práctica. Un cazador llamado Dan pasa y hablan brevemente. El cazador es nervioso y vuelve a su camión en el que tiene un periódico y encuentra la foto de Walker en la primera página. Él va a hacer una llamada telefónica, pero es asesinado a tiros por Walker. Walker luego se marcha en el camión del cazador con el cuerpo en la parte posterior.
Nazir termina la conversación con Brody. Al-Zahrani entra en la habitación y le dice a Brody que el vicepresidente Walden va a pedirle un cargo. Brody acepta la oferta como una señal de su compromiso con la causa. Brody regresa a casa y le explica su ausencia a Jessica diciendo que fue asaltado. Jessica le comunica que hay un mensaje para él en el correo de voz de la Vicepresidencia.

## Producción
El episodio fue escrito por el productor coejecutivo Alexander Cary, su tercer crédito de escritura para la serie. Fue dirigida por Jeffrey Nachmanoff, su segundo crédito como director de la serie.

## Recepción

### Audiencia
La emisión original tuvo 1.35 millones de espectadores, lo que la convierte en el tercer episodio mejor valorado de la temporada.

### Crítica
Alan Sepinwall de HitFix dijo de la historia de Brody "La semana pasada planteó un montón de preguntas, y esta semana dio lo que me pareció ser una respuesta satisfactoria, dramáticamente convincente". Todd VanDerWerff de The A.V. Club le dio a "Crossfire" una calificación de "B", y sintió que la edición no era parte de un buen episodio. Jesse Carp, de Cinema Blend, se sintió decepcionado con el episodio, al ver que las motivaciones de Brody no eran convincentes y que la historia de la CIA era intrascendente.